# Пијунеси Лоспиталет
Пијунеси Лоспиталет су клуб америчког фудбала из Лоспиталет де Љобрегата у Шпанији. Основани су 1988. године и своје утакмице играју на стадиону Еспорту Лоспиталет норд. Такмиче се тренутно у највишем рангу Шпаније, лиги ЛНФА, и Лига шампиона - Група Запад. Прваци Шпаније били су шест пута, а национални куп освајали су осам пута.